# Elisabeth Thiemann
Elisabeth Thiemann (russisch Елизавета Тиман; geboren als Elisabeth von Mickwitz um 1885; gestorben um 1977) war eine baltendeutsche Filmproduzentin, Schauspielerin und Übersetzerin. Sie war die erste Filmregisseurin in Russland.

## Leben
Elisabeth von Mickwitz stammte aus angesehenen baltendeutschen Familien in Russland. Ihr Urgroßvater Georg Dietrich von Mickwitz war lutherischer Oberkonsistorialrat und erhielt das Adelsdiplom für die Familie, der Großvater Theodor von Mickwitz war Mediziner und Wirklicher Sanitätsrat, der Vater Woldemar (Vladimir) von Mickwitz war Eisenbahningenieur, die Mutter war Lydia, geborene Flaudin. Elisabeth hatte zwei Geschwister.
Sie begann früh, literarische Texte aus dem Russischen in das Deutsche zu übersetzen.
1909 heiratete sie Paul Thiemann, der in diesem Jahr die Filmproduktionsfirma Thiemann & Reinhardt gründete, unterstützt durch die Mitgift ihres Vaters. Sie spielte in einigen Filmen als Schauspielerin mit. Elisabeth Thiemann unterstützte zudem ihren Mann bei der Produktion seiner Stummfilme. Im Jahr 1912 drehte sie ihren einzigen bekannten Spielfilm Uchod welikogo starza (Der Weggang des großen alten Mannes) über die letzten Tage von Lew Tolstoi mit Jakow Protasanow. Dort wirkte sie auch als Schauspielerin mit. Der Film konnte allerdings aufgrund des Protestes der Witwe des Dichters nur im Ausland gezeigt werden und nicht in Russland.
Ab 1914 leitete Elisabeth Thiemann das Filmstudio Thiemann & Reinhardt in Moskau in Vertretung ihres Mannes, nachdem dieser als Ausländer während des Ersten Weltkrieges in das Gebiet um Ufa in Ostrussland verbannt worden war. Bei der Produktion des Films Das Bildnis des Dorian Gray nach Oscar Wilde 1915 gab sie wichtige Anregungen, unter anderem die Besetzung der Hauptrolle mit einer Frau. 1916 musste sie ihrem Mann nach Ufa folgen. Anfang 1917 kehrten beide nach Moskau zurück.
Ende des Jahres zogen sie nach der Oktoberrevolution nach Frankreich. Dort produzierte ihr Mann weitere Filme, bei einem von diesen wurde sie als Produzentin bezeichnet.
Um 1930 versuchte Elisabeth Thiemann vergeblich, eine eigene Filmproduktionsfirma zu gründen.
In den nächsten Jahren trennten sich die Eheleute wahrscheinlich. Spätestens seit 1941 lebte Elisabeth von Minckwitz, wie sie sich nun nannte, in Turin in Italien, später dann in San Remo, wo sie ihr restliches Leben verbrachte.

## Filme
Regie
- 1912 Uchod welikogo starza (Уход великого старца), mit Jakow Protasanow, Produktion P. Thiemann & Reinhardt, über die letzten Jahre des Schriftstellers Lew Tolstoi

Schauspielerin
- 1912 Uchod welikogo starza
- 1913 Пригвожденный
- 1913 Как рыдала душа ребенка мама, Regie Jakow Protasanow, Produktion P. Thiemann & Reinhardt
- 1913 За честь русского знамени

## Übersetzungen
Sie übersetzte mit dem Pseudonym Heinrich Harff einige Werke zeitgenössischer russischer Autoren ins Deutsche.
- Im Reiche der Ausgestoßenen. Aus den Memoiren des sibirischen Sträflings L. Melschin, Einzig berechtigte Uebersetzung von Heinrich Harff, 1901, Neuausgabe 1915[7], (der russische Autor war Pjotr Jakubowitsch), sehr erfolgreiche deutsche Ausgabe
- Alexander Kuprin:  Erzählungen, 1904[8]
- Wladimir Korolenko: In der Nacht und andere Novellen, Deva-Roman-Sammlung 54, 1904[9]
- Wikenti Weressajew: Ohne Weg, Erzählungen, 1905
- Maxim Gorki: Das Wasser und seine Bedeutung in der Natur und bei den Menschen, Deutsch von Heinrich Harff, in Jugend, 1905, Nr. 37, S. 706–709 Digitalisat